# Mark Greenway
Mark Greenway, född 13 juli 1969 i Kettering, är en brittisk death metal- och grindcoresångare, mest känd som sångare i Napalm Death.